# ニトロキシル
ニトロキシル（一般名、英語: nitroxyl）または、アザノン（IUPAC名、英語: azanone）は、化学式が HNO の化合物である。気相ではよく知られている。ニトロキシルは、溶液相で短寿命の中間体として形成される。HNOとNO-は酸塩基の関係(pKa = 11.4) にある。
ニトロキシルはチオールのような求核剤に対して非常に反応性が高く、速やかに二量体化して次亜硝酸（じあしょうさん、hyponitrous acid）に、脱水して亜酸化窒素となる。したがって、硝酸は一般にアンジェリー塩({\displaystyle {\ce {Na2N2O3}}})やピロティ酸({\displaystyle {\ce {PhSO2NHOH}}})などによって合成される。
ニトロシルには心臓麻痺の治療に使える可能性があり、現在の研究では新しいニトロシルドナーの模索が行われている。研究の一つに、酢酸鉛(IV)によるシクロヘキサノンオキシムの有機酸化での酢酸-1-ニトロソシクロヘキシルの合成がある。
この化合物は、リン酸塩の緩衝剤による塩基性条件下で、ニトロシル HNO、酢酸、シクロヘキサノンに加水分解できる。